# Bible litoměřická jednosvazková
Jako Bible litoměřická jednosvazková se označuje český překlad Bible dokončený v roce 1429, který sepsal písař Duchek z Mníška. Tato památka typická pro druhou staročeskou redakci českého překladu Bible je v současné době nezvěstná, avšak díky včasnému pořízení fotokopií je znám její text. Z větší části je totožná s Biblí Duchkovou téhož písaře z roku 1433, určité rozdíly mezi nimi však existují.